# Eurovision Song Contest 1977
Il ventiduesimo Gran Premio Eurovisione della Canzone si tenne a Londra (Regno Unito) il 7 maggio 1977.

## Storia
Il concorso del 1977 fu rimandato di cinque settimane a causa di uno sciopero dei tecnici e dei cameraman della BBC; doveva, infatti, tenersi il 2 aprile. La Jugoslavia non partecipò al concorso mentre la Svezia ritornò. In un primo momento doveva rientrare anche la Turchia, ma alla fine si ritirò. La regola della lingua fu reintegrata: tutti i partecipanti avrebbero dovuto esibirsi nella lingua o in una delle lingue del loro paese. Tuttavia sia al Belgio che alla Germania fu permesso di portare una canzone in inglese poiché avevano scelto i loro brani prima che la regola fosse ristabilita.
Dopo tre allegre canzoni pop vinse una ballata. La Francia, infatti, vinse il “Gran Premio dell'Eurovisione” con il brano L'oiseau et l'enfant eseguito da Marie Myriam, che divenne una grande star in Francia. Monaco ottenne il quarto posto con il brano Une petite Française della famosa Michèle Torr, alla sua seconda partecipazione. Il Regno Unito si piazza nei primi quattro posti per l'undicesima volta consecutiva. A rappresentare l'Italia troviamo Mia Martini con il brano Libera; otterrà il tredicesimo posto. Per la prima volta doveva partecipare la Tunisia, ma si ritirò prima della gara senza avere scelto né canzone né interprete.

## Stati partecipanti

Stati partecipanti
Paesi che hanno partecipato in passato ma non nel 1977

Stati partecipanti
     Paesi che hanno partecipato in passato ma non nel 1977
| Stato                       | Artista                             | Brano                         | Lingua           | Processo di selezione                        |
| --------------------------- | ----------------------------------- | ----------------------------- | ---------------- | -------------------------------------------- |
| Austria                     | Schmetterlinge                      | Boom Boom Boomerang           | Tedesco, Inglese | Interno                                      |
| Belgio                      | Dream Express                       | A Million in One, Two, Three  | Inglese          | Eurosong 1977, 5 febbraio 1977               |
| Finlandia                   | Monica Aspelund                     | Lapponia                      | Finlandese       | Euroviisukarsinta 1977, 22 gennaio 1977      |
| Francia                     | Marie Myriam                        | L'oiseau et l'enfant          | Francese         | Finale nazionale, 6 marzo 1977               |
| Germania                    | Silver Convention                   | Telegram                      | Inglese          | Interno                                      |
| Grecia                      | Paschalis, Marianna, Robert & Bessy | Mathima Solfège               | Greco            | Interno                                      |
| Irlanda                     | The Swarbriggs Plus Two             | It's Nice to Be in Love Again | Inglese          | National Song Contest 1977, 20 febbraio 1977 |
| Israele                     | Ilanit                              | Ahava Hi Shir Lishnayim       | Ebraico          | Interno                                      |
| Italia                      | Mia Martini                         | Libera                        | Italiano         | Interno                                      |
| Lussemburgo                 | Anne-Marie B                        | Frère Jacques                 | Francese         | Interno                                      |
| Norvegia                    | Anita Skorgan                       | Casanova                      | Norvegese        | Melodi Grand Prix 1977, 19 febbraio 1977     |
| Paesi Bassi                 | Heddy Lester                        | De mallemolen                 | Olandese         | Nationaal Songfestival 1977, 2 febbraio 1977 |
| Portogallo                  | Os Amigos                           | Portugal no coração           | Portoghese       | Festival da Canção 1977, 26 febbraio 1977    |
| Principato di Monaco        | Michèle Torr                        | Une petite française          | Francese         | Interno                                      |
| Regno Unito (organizzatore) | Lynsey de Paul & Michael Moran      | Rock Bottom                   | Inglese          | A Song For Europe 1977, 9 marzo 1977         |
| Spagna                      | Micky                               | Enséñame a cantar             | Spagnolo         | Interno                                      |
| Svezia                      | Forbes                              | Beatles                       | Svedese          | Melodifestivalen 1977, 26 febbraio 1977      |
| Svizzera                    | Pepe Lienhard Band                  | Swiss Lady                    | Tedesco          | Concours Eurovision 1977, 19 gennaio 1977    |

## Struttura di voto
Ogni Paese premia con dodici, dieci, otto e dal sette all'uno punti per le proprie dieci canzoni preferite. I voti vengono attribuiti non in ordine crescente da 1 a 12 come oggi ma seguendo l'ordine di apparizione.

## Orchestra
Diretta dai maestri: Alyn Ainsworth (Belgio), Johnny Arthey (Lussemburgo), Anders Berglund (Svezia), José Calvario (Portogallo), Raymond Donnez (Francia), Maurizio Fabrizio (Italia), George Hadjinassios (Grecia), Ronnie Hazlehurst (Germania e Regno Unito), Rafael Ibarbia (Spagna), Peter Jacques (Svizzera), Noel Kelehan (Irlanda), Carsten Klouman (Norvegia), Christian Kolonovits (Austria), Yvon Rioland (Monaco), Ossi Runne (Finlandia), Eldad Shrem (Israele) e Harry van Hoof (Paesi Bassi).

## Classifica
| N° | Stato          | Cantante                           | Canzone                       | Punti | Posizione |
| -- | -------------- | ---------------------------------- | ----------------------------- | ----- | --------- |
| 01 | Irlanda        | The Swarbriggs Plus Two            | It's Nice To Be In Love Again | 119   | 3         |
| 02 | Monaco         | Michèle Torr                       | Une petite Française          | 96    | 4         |
| 03 | Paesi Bassi    | Heddy Lester                       | De mallemolen                 | 35    | 12        |
| 04 | Austria        | Schmetterlinge                     | Boom Boom Boomerang           | 11    | 17        |
| 05 | Norvegia       | Anita Skorgan                      | Casanova                      | 18    | 14        |
| 06 | Germania Ovest | Silver Convention                  | Telegram                      | 55    | 8         |
| 07 | Lussemburgo    | Anne-Marie B                       | Frère Jacques                 | 17    | 16        |
| 08 | Portogallo     | Os Amigos                          | Portugal no coração           | 18    | 14        |
| 09 | Regno Unito    | Lynsey De Paul & Mike Moran        | Rock Bottom                   | 121   | 2         |
| 10 | Grecia         | Pascalis, Marianna, Robert & Bessy | Mathima solfege               | 92    | 5         |
| 11 | Israele        | Ilanit                             | Ahava hi shir la-shnayim      | 49    | 11        |
| 12 | Svizzera       | Pepe Lienhard Band                 | Swiss Lady                    | 71    | 6         |
| 13 | Svezia         | Forbes                             | Beatles                       | 2     | 18        |
| 14 | Spagna         | Micky                              | Enséñame a cantar             | 52    | 9         |
| 15 | Italia         | Mia Martini                        | Libera                        | 33    | 13        |
| 16 | Finlandia      | Monica Aspelund                    | Lapponia                      | 50    | 10        |
| 17 | Belgio         | Dream Express                      | A Million in One, Two, Three  | 69    | 7         |
| 18 | Francia        | Marie Myriam                       | L'oiseau et l'enfant          | 136   | 1         |

12 punti
| N. | A                    | Da                                                                      |
| -- | -------------------- | ----------------------------------------------------------------------- |
| 6  | Regno Unito          | Austria, Belgio, Francia, Lussemburgo, Portogallo, Principato di Monaco |
| 4  | Irlanda              | Israele, Norvegia, Regno Unito, Svezia                                  |
| 3  | Francia              | Finlandia, Germania, Svizzera                                           |
| 2  | Principato di Monaco | Grecia, Italia                                                          |
| 1  | Belgio               | Paesi Bassi                                                             |
| 1  | Finlandia            | Irlanda                                                                 |
| 1  | Grecia               | Spagna                                                                  |